# Yusuke Ishii
Yusuke Ishii (石井 雄輔 Ishii Yusuke?), född 25 juni 1991 i Kanagawa prefektur, är en japansk fotbollsspelare.
Ishii började sin karriär 2014 i Fujieda MYFC. Han spelade 23 ligamatcher för klubben. 2015 flyttade han till National Police Commissary FC.